# Oxystophyllum
Oxystophyllum es un género de plantas perteneciente a la familia de las orquídeas. Se compone de alrededor de treinta y seis especies, procedentes de Asia Sur-Oriental, anteriormente clasificado en el género Dendrobium sección Aporum. Hoy en día se sabe que no están tan estrechamente relacionadas con este género, sino con Eria. Las plantas se ven raramente en el cultivo en Brasil. 

## Distribución
Se encuentra a lo largo del sudeste de India, toda la Indochina y Malasia peninsular, así como todas las islas del sudeste de Asia, incluso en las Islas Salomón desde el nivel del mar hasta los 1700 metros, pero con mayor frecuencia en zonas de baja altitud y húmedas, en pantanos y bosques .

## Descripción
Crecen erectas, como epífitas o rupícolas. Sus tallos no forman pseudobulbos y están completamente cubiertos por las hojas suculentas aplanadas, formando una especie de matriz de disco alargado. La inflorescencia es terminal o lateral con pequeñas flores que se abren sucesivamente. Estas son carnosas y rígidas, no muy abiertas y tiene sépalos laterales triangulares formando un pequeño paso en el pie de la columna. El labio segrega un líquido viscoso, cerca de la base donde se cuelga la columna.

## Taxonomía
El género fue descrito por Carl Ludwig Blume y publicado en Bijdragen tot de flora van Nederlandsch Indië 335. 1825.
Etimología
El nombre Oxystophyllum viene del griego: oxys = "agudo", y phyllon = "hoja", en referencia a la forma característica de las hojas, como las especies de este género.

## Especies
- Oxystophyllum acianthum (Schltr.) M.A.Clem.
- Oxystophyllum ambotiense (J.J.Sm.) M.A.Clem.
- Oxystophyllum araneum (J.J.Sm.) M.A.Clem.
- Oxystophyllum atropurpureum Blume
- Oxystophyllum atrorubens (Ridl.) M.A.Clem.
- Oxystophyllum bipulvinatum (J.J.Sm.) M.A.Clem.
- Oxystophyllum buruense (J.J.Sm.) M.A.Clem.
- Oxystophyllum carnosum Blume
- Oxystophyllum changjiangense (S.J.Cheng & C.Z.Tang) M.A.Clem.
- Oxystophyllum cultratum (Schltr.) M.A.Clem.
- Oxystophyllum cuneatipetalum (J.J.Sm.) M.A.Clem.
- Oxystophyllum deliense (Schltr.) M.A.Clem.
- Oxystophyllum elmeri (Ames) M.A.Clem.
- Oxystophyllum excavatum Blume
- Oxystophyllum floridanum (Guillaumin) M.A.Clem.
- Oxystophyllum govidjoae (Schltr.) M.A.Clem.
- Oxystophyllum hagerupii (J.J.Sm.) M.A.Clem.
- Oxystophyllum helvolum (J.J.Sm.) M.A.Clem.
- Oxystophyllum hypodon (Schltr.) M.A.Clem.
- Oxystophyllum kaudernii (J.J.Sm.) M.A.Clem.
- Oxystophyllum lepoense (Schltr.) M.A.Clem.
- Oxystophyllum lockhartioides (Schltr.) M.A.Clem.
- Oxystophyllum longipecten (J.J.Sm.) M.A.Clem.
- Oxystophyllum minutigibbum (J.J.Sm.) M.A.Clem.
- Oxystophyllum moluccense (J.J.Sm.) M.A.Clem.
- Oxystophyllum nitidiflorum (J.J.Sm.) M.A.Clem.
- Oxystophyllum oblongum (Ames & C.Schweinf.) M.A.Clem.
- Oxystophyllum oligadenium (Schltr.) M.A.Clem.
- Oxystophyllum paniferum (J.J.Sm.) M.A.Clem.
- Oxystophyllum sinuatum (Lindl.) M.A.Clem.
- Oxystophyllum speculigerum (Schltr.) M.A.Clem.
- Oxystophyllum subsessile (Schltr.) M.A.Clem.
- Oxystophyllum torricellianum (Kraenzl.) M.A.Clem.
- Oxystophyllum tropidoneuron (Schltr.) M.A.Clem.
- Oxystophyllum tumoriferum (J.J.Sm.) M.A.Clem.
- Oxystophyllum validipecten (J.J.Sm.) M.A.Clem.